# 582 هـ
582 هـ هي سنة في التقويم الهجري امتدت مقابلةً في التقويم الميلادي بين سنتي 1186 و1187.

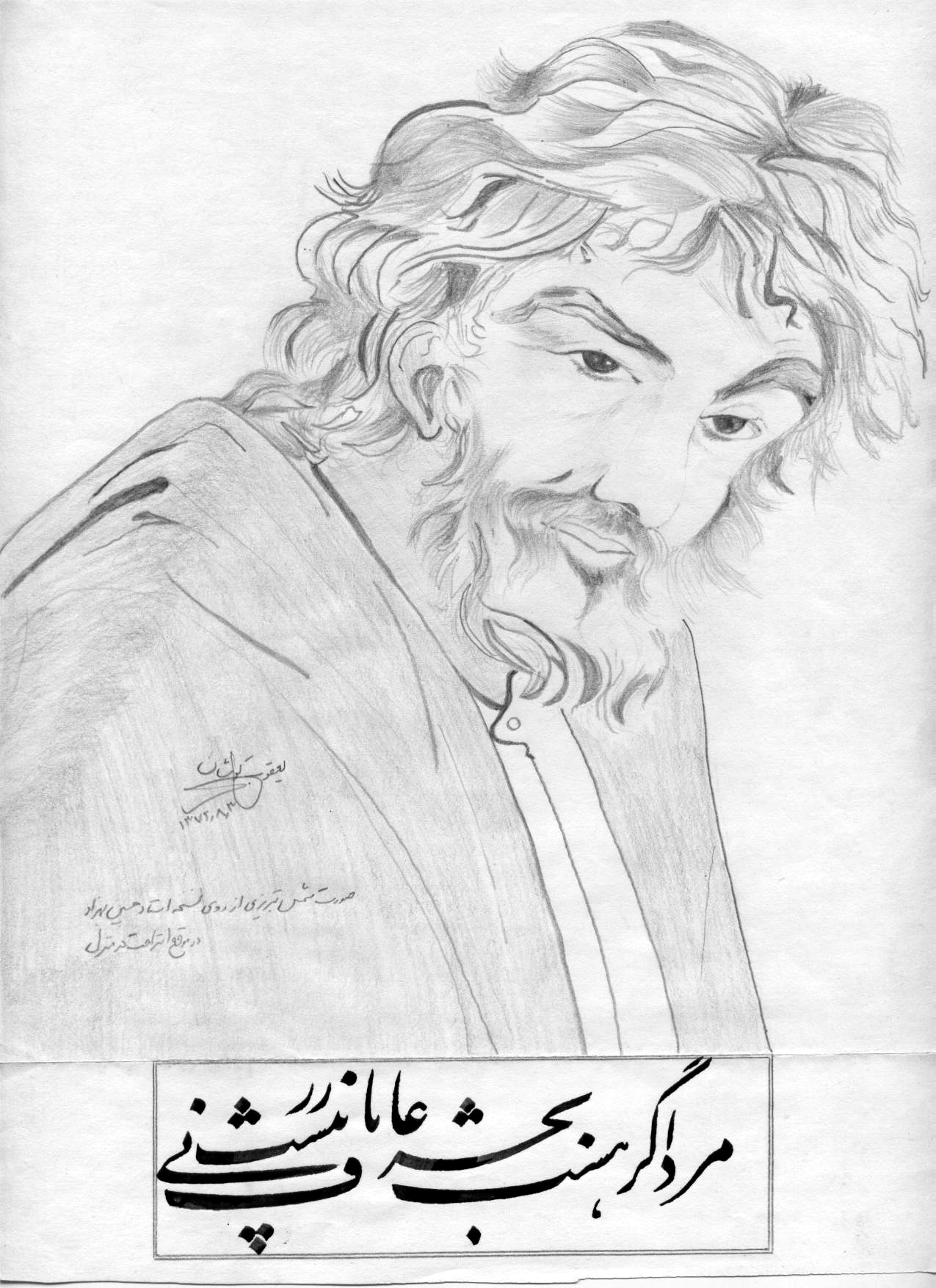
الشمس التبريزي

## مواليد
- ابن عميرة المخزومي
- الشمس التبريزي
- محمد بن طلحة الشافعي

## وفيات
- قره سنان